# Svetovno prvenstvo v hokeju na ledu 2012
Svetovno prvenstvo v hokeju na ledu 2012 je 76. po vrsti. Vodila ga je Mednarodna hokejska zveza. 46 držav je bilo razporejenih v 4 različne divizije. Tekmovanje je tudi služilo kot kvalifikacije za Svetovno prvenstvo v hokeju na ledu 2013.

## Elitna divizija
| Sodelujoče države Helsinki, Finska, in Stockholm, Švedska; 4. - 20. maj 2012 | Sodelujoče države Helsinki, Finska, in Stockholm, Švedska; 4. - 20. maj 2012 | Sodelujoče države Helsinki, Finska, in Stockholm, Švedska; 4. - 20. maj 2012 | Sodelujoče države Helsinki, Finska, in Stockholm, Švedska; 4. - 20. maj 2012 | Sodelujoče države Helsinki, Finska, in Stockholm, Švedska; 4. - 20. maj 2012 | Sodelujoče države Helsinki, Finska, in Stockholm, Švedska; 4. - 20. maj 2012 | Sodelujoče države Helsinki, Finska, in Stockholm, Švedska; 4. - 20. maj 2012 | Sodelujoče države Helsinki, Finska, in Stockholm, Švedska; 4. - 20. maj 2012 | Sodelujoče države Helsinki, Finska, in Stockholm, Švedska; 4. - 20. maj 2012 |
| Skupina A                                                                    | Skupina A                                                                    | Skupina A                                                                    | Skupina A                                                                    | Skupina A                                                                    | Skupina A                                                                    | Skupina A                                                                    | Skupina A                                                                    | Skupina A                                                                    |
| Finska                                                                       | Kanada                                                                       | ZDA                                                                          | Švica                                                                        | Slovaška (srebro)                                                            | Belorusija                                                                   | Francija                                                                     | Kazahstan (izpad)                                                            |                                                                              |
| Skupina B                                                                    | Skupina B                                                                    | Skupina B                                                                    | Skupina B                                                                    | Skupina B                                                                    | Skupina B                                                                    | Skupina B                                                                    | Skupina B                                                                    | Skupina B                                                                    |
| Rusija (prvak)                                                               | Švedska                                                                      | Češka (bron)                                                                 | Nemčija                                                                      | Norveška                                                                     | Latvija                                                                      | Danska                                                                       | Italija (izpad)                                                              |                                                                              |
| ---------------------------------------------------------------------------- | ---------------------------------------------------------------------------- | ---------------------------------------------------------------------------- | ---------------------------------------------------------------------------- | ---------------------------------------------------------------------------- | ---------------------------------------------------------------------------- | ---------------------------------------------------------------------------- | ---------------------------------------------------------------------------- | ---------------------------------------------------------------------------- |

## Divizija I
| Sodelujoče države                                    | Sodelujoče države                                    | Sodelujoče države                                    | Sodelujoče države                                    | Sodelujoče države                                    | Sodelujoče države                                    |
| Skupina A Ljubljana, Slovenija; 15. - 21. april 2012 | Skupina A Ljubljana, Slovenija; 15. - 21. april 2012 | Skupina A Ljubljana, Slovenija; 15. - 21. april 2012 | Skupina A Ljubljana, Slovenija; 15. - 21. april 2012 | Skupina A Ljubljana, Slovenija; 15. - 21. april 2012 | Skupina A Ljubljana, Slovenija; 15. - 21. april 2012 |
| Slovenija (napredovanje)                             | Avstrija (napredovanje)                              | Madžarska                                            | Japonska                                             | Velika Britanija                                     | Ukrajina (izpad)                                     |
| Skupina B Krynica-Zdrój, Poljska; 2. - 8. april 2012 | Skupina B Krynica-Zdrój, Poljska; 2. - 8. april 2012 | Skupina B Krynica-Zdrój, Poljska; 2. - 8. april 2012 | Skupina B Krynica-Zdrój, Poljska; 2. - 8. april 2012 | Skupina B Krynica-Zdrój, Poljska; 2. - 8. april 2012 | Skupina B Krynica-Zdrój, Poljska; 2. - 8. april 2012 |
| Južna Koreja (napredovanje)                          | Poljska                                              | Nizozemska                                           | Romunija                                             | Litva                                                | Avstralija (izpad)                                   |
| ---------------------------------------------------- | ---------------------------------------------------- | ---------------------------------------------------- | ---------------------------------------------------- | ---------------------------------------------------- | ---------------------------------------------------- |

## Divizija II
| Sodelujoče države                                    | Sodelujoče države                                    | Sodelujoče države                                    | Sodelujoče države                                    | Sodelujoče države                                    | Sodelujoče države                                    |
| Skupina A Reykjavík, Islandija; 12. - 18. april 2012 | Skupina A Reykjavík, Islandija; 12. - 18. april 2012 | Skupina A Reykjavík, Islandija; 12. - 18. april 2012 | Skupina A Reykjavík, Islandija; 12. - 18. april 2012 | Skupina A Reykjavík, Islandija; 12. - 18. april 2012 | Skupina A Reykjavík, Islandija; 12. - 18. april 2012 |
| Estonija (napredovanje)                              | Španija                                              | Hrvaška                                              | Srbija                                               | Islandija                                            | Nova Zelandija (izpad)                               |
| Skupina B Sofija, Bolgarija; 2. - 8. april 2012      | Skupina B Sofija, Bolgarija; 2. - 8. april 2012      | Skupina B Sofija, Bolgarija; 2. - 8. april 2012      | Skupina B Sofija, Bolgarija; 2. - 8. april 2012      | Skupina B Sofija, Bolgarija; 2. - 8. april 2012      | Skupina B Sofija, Bolgarija; 2. - 8. april 2012      |
| Belgija (napredovanje)                               | Kitajska                                             | Mehika                                               | Bolgarija                                            | Izrael                                               | Južna Afrika (izpad)                                 |
| ---------------------------------------------------- | ---------------------------------------------------- | ---------------------------------------------------- | ---------------------------------------------------- | ---------------------------------------------------- | ---------------------------------------------------- |

## Divizija III
| Sodelujoče države                      | Sodelujoče države                      | Sodelujoče države                      | Sodelujoče države                      | Sodelujoče države                      | Sodelujoče države                      |
| Erzurum, Turčija; 15. - 21. april 2012 | Erzurum, Turčija; 15. - 21. april 2012 | Erzurum, Turčija; 15. - 21. april 2012 | Erzurum, Turčija; 15. - 21. april 2012 | Erzurum, Turčija; 15. - 21. april 2012 | Erzurum, Turčija; 15. - 21. april 2012 |
| Turčija (napredovanje)                 | Severna Koreja                         | Irska                                  | Luksemburg                             | Grčija                                 | Mongolija                              |
| -------------------------------------- | -------------------------------------- | -------------------------------------- | -------------------------------------- | -------------------------------------- | -------------------------------------- |